# Ophrestia digitata
Ophrestia digitata är en ärtväxtart som först beskrevs av Hermann August Theodor Harms, och fick sitt nu gällande namn av Bernard Verdcourt. Ophrestia digitata ingår i släktet Ophrestia och familjen ärtväxter. Inga underarter finns listade i Catalogue of Life.